# Skewsby
Skewsby – przysiółek w Anglii, w North Yorkshire. Leży 16 km na zachód od centrum miasta Malton, 19,4 km od miasta York i 298,3 km na północny wschód od Londynu. Skewsby jest wspomniana w Domesday Book (1086) jako Scoxebi.